# Nit de lluna
Nit de lluna és una obra surrealista de Leandre Cristòfol i Peralba elaborada el 1935 durant la seva fase de treball marcadament avantguardista (1933-1939). Es troba al Museu d'Art Jaume Morera, tot i que el Museu Nacional d'Art de Catalunya en conserva una rèplica de cronologia posterior. L'obra mostra un ou de sargir i un fus de filar disposats sobre un escenari de fusta dins d'una caixa de fusta semicircular. Els objectes representen al·legòricament la mare de l'artista i són un homenatge als seus pares. El 1936 Leandre Cristòfol va exposar Nit de lluna a l'exposició logicofobista, organitzada pel grup ADLAN.

## Autor
Leandre Cristòfol (Os de Balaguer, 1908 – Lleida, 1998) va ser un dels pioners de l'escultura surrealista a Catalunya. Format inicialment en la figuració expressionista, ben aviat entrà en contacte amb el grup d'intel·lectuals i artistes lleidatans agrupats entorn de la revista Art i encetà una recerca creativa de caràcter experimental que el vinculà amb l'horitzó del surrealisme històric espanyol dels anys trenta. La seva obra va participar en l'exposició Logicofobista de Barcelona (1936), l'Exchange surrealiste de Tòquio (1937) i la Internacional surrealista de París (1938).
Després de la Guerra Civil, des de Lleida estant es dedicà a l'escultura figurativa, l'altre pol de la seva producció artística fins que l'any 1957 va reprendre el vessant experimental de la seva obra, presentada a partir de sèries creatives que es van succeint periòdicament i que el vinculen a diferents moviments artístics contemporanis. La seva obra va participar en els grans esdeveniments expositius de restitució de l'avantguarda surrealista espanyola i és considerada una de les aportacions més singulars de l'escultura internacional del segle xx. El 1989 va rebre la Medalla al Mèrit de les Belles Arts.

## Descripció

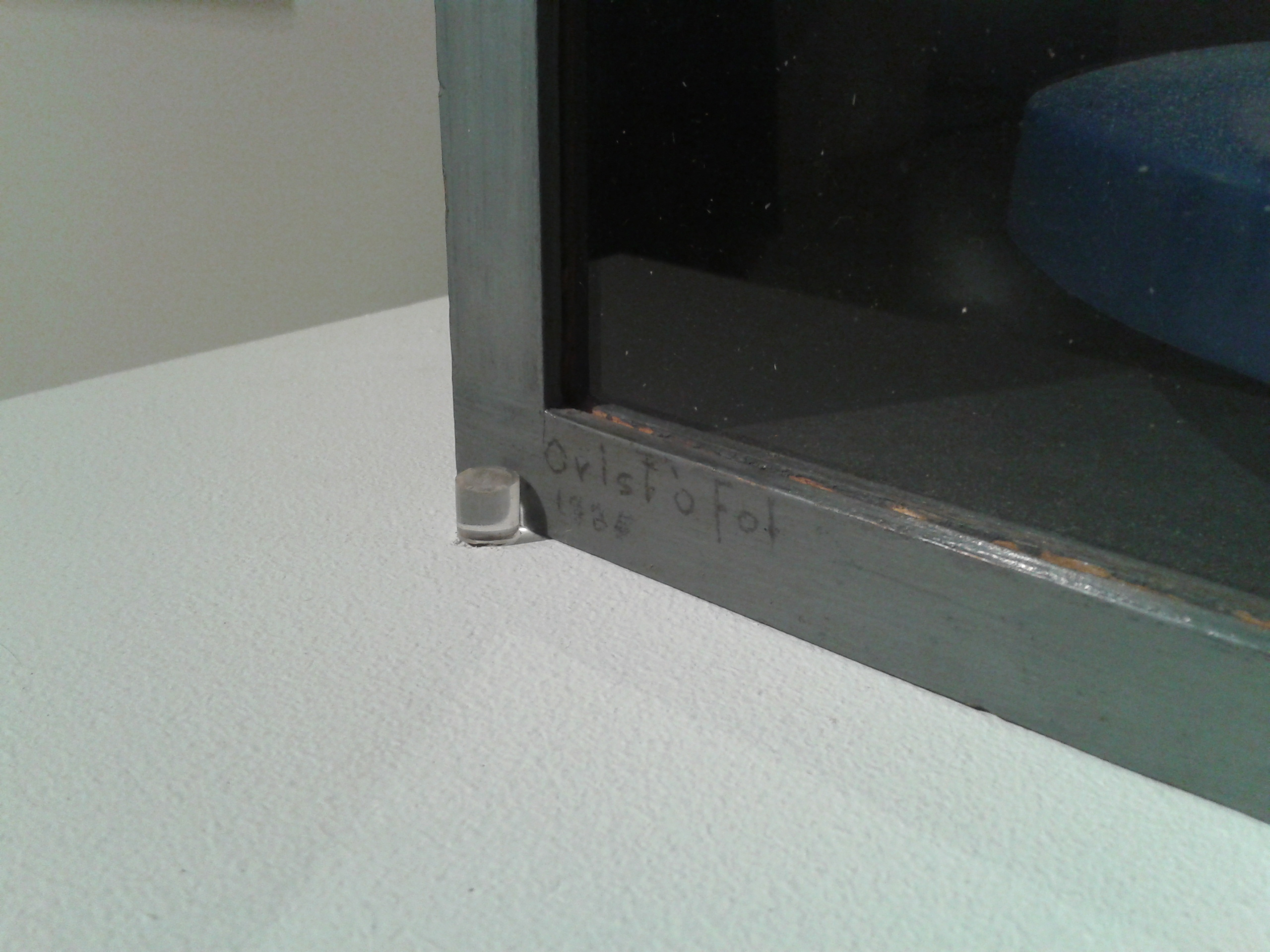
Signatura de Leandre Cristòfol a la cantonada inferior esquerra de l'obra.

Nit de lluna presenta dos objectes d'ús quotidià deslliurats de la seva funció original i sense ornamentació afegida, disposats sobre un escenari de fusta. En aquest espai s'enfronten formes antagòniques definides per la línia corba (l'ou de sargir) i la recta (el fust de filar), els quals al seu torn es troben protegits per una caixa de fusta semicircular que, a tall d'urna, accentua el lirisme de l'escenografia en tant que força la il·luminació lateral de l'escena, particularment fosca i misteriosa, però l'autor la denomina atractiva.
Un espai que, a més a més, es troba dins d'una caixa de fusta semicircular a manera d'urna, que reforça la importància de la il·luminació en contrastar la foscor del fons de la caixa amb la llum exterior que penetra lateralment, tot subratllant el to poètic de l'escenografia. Segurament aquest aspecte, juntament amb el títol que li donà l'artista, aporten un suggeriment de misteri que emfatitzen el to poètic i líric d'aquest objecte.

### Rèplica al MNAC
El Museu Nacional d'Art de Catalunya conserva una rèplica de Nit de lluna, feta de fusta vista i fusta tenyida i que l'escultor lleidatà elaboraria durant la dècada dels anys 70 del segle xx, quan es trobava immers en una fase de realitzar diverses versions ampliades d'algunes obres dels anys 30, com també és el cas del Monument actualment instal·lat a la plaça de George Orwell de Barcelona. En tot cas, la versió de Nit de lluna del Museu Nacional es diferencia de l'original perquè és de major dimensió —71 × 40 × 4,5 cm— i no es troba dins una caixa semicircular amb un costat de vidre.

## Temàtica

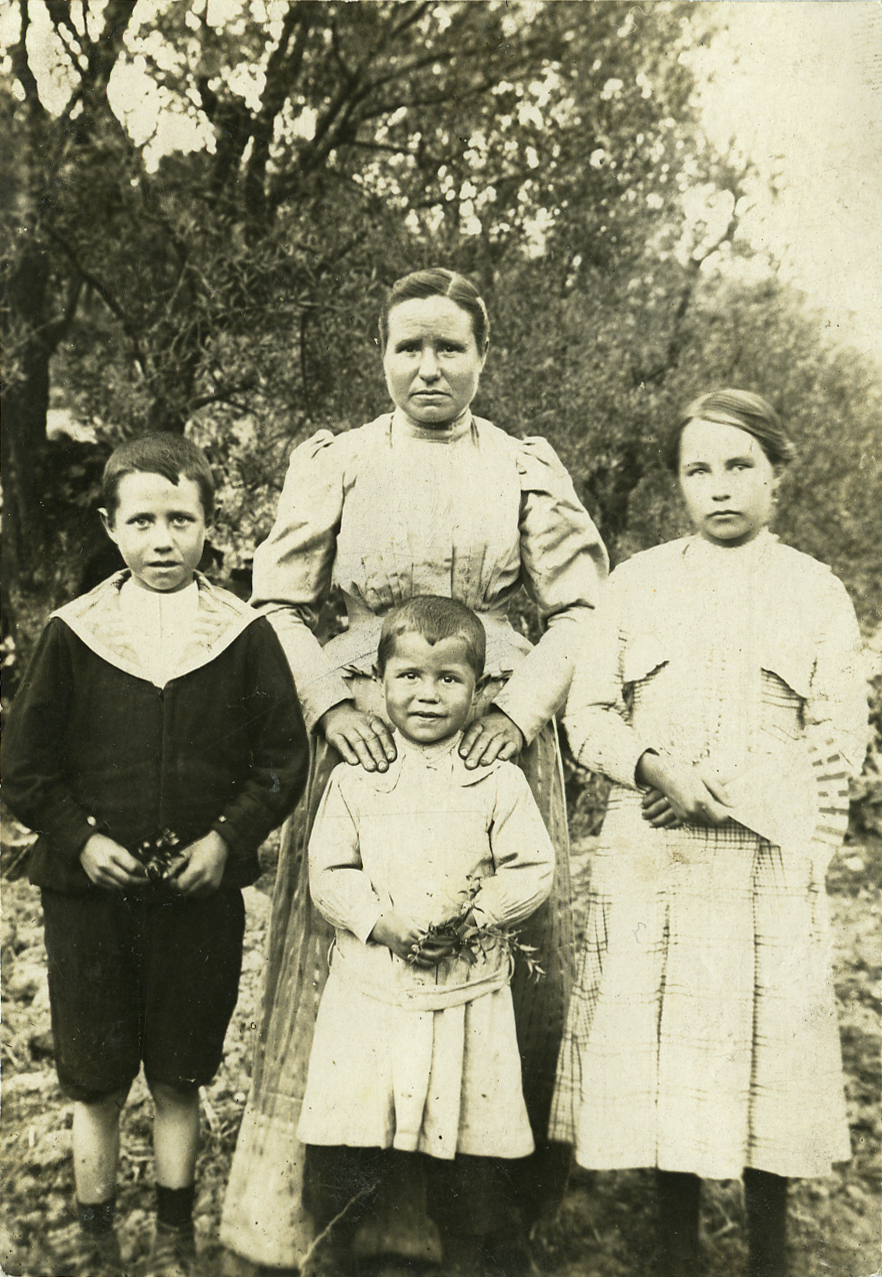
La família Cristòfol, en una imatge de vora el 1912.

L'obra és de temàtica al·legòrica. L'ou de sargir i el fus per filar s'han vinculat sentimentalment a la figura de la mare de l'artista, com va explicar l'autor en la sessió de 30 de gener de 1981 de les Jornades sobre l'Ensenyament de l'Escultura a la Facultat de Belles Arts de Barcelona:
| «                   | Us explicaré com em va sortir una de les primeres obres surrealistes. (...) Va arribar un moment que vaig veure que els perdria [es refereix als seus pares] i vaig pensar que si feia una composició amb un fus d'aquells amb el que filava la mare i un ou de sorgir mitges, tindria amb allò un record de la meva mare (...) Per a mi era un record, i va ser entesa com una obra surrealista. Realment ho és. | » |
| — Leandre Cristòfol | |   |

Per altra banda, Aurèola astral, escultura que va fer el mateix Leandre Cristòfol entre 1935 i 1936, s'ha interpretat com un homenatge al seu pare, que feia arnes de canya, ja que l'obra va estar creada amb un esberlador de fusta d'olivera. Així doncs, Nit de lluna i Aurèola astral s'han llegit com dues obres fetes en honor dels seus pares com a record emocionat de la seva infantesa a Os de Balaguer.
L'ou de sargir i el fust de filar, objectes allunyats de la industrialització, són eines de treball que es consideren una metàfora de la vida dels seus pares i la seva pròpia vida, i el testimoni d'una manera de viure que s'està acabant. De fet, tant aquesta obra com Aurèola astral, són les primeres escultures de l'autor que contenen eines de treball, un material que utilitzarà habitualment quan, després de la guerra civil, retorni a la no-figuració. Aquest món, tancant dins una caixa, esdevé sagrat per l'artista.

## Anàlisi
Nit de lluna destaca per la seva senzillesa formal i la descontextualització funcional dels elements. Tot i això, l'artista és capaç de compondre un interessant joc de contrasts, reforçat pel títol de l'obra, entre la rigidesa i la línia recta del fus (arbre) i la mobilitat i la línia corba de l'ou (lluna). En aquest sentit, s'ha comparat amb Aurèola astral, ja que també fa un joc de contrasts entre dos elements.
En aquesta obra, l'autor no recorre a la utilització de materials modelats com els de les seves escultures més organicistes, deutores de les obres de Jean Arp, ni a l'exploració de les possibilitats expressives de materials o objectes d'ús quotidià o industrials en ésser modificats, sinó que reutilitza objectes trobats descontextualitzats que en associar-se d'una determinada manera apunten, no un sentit figuratiu sinó suggestiu, una sèrie d'afinitats que fan que assoleixin una nova funció com a metàfora poètica.
No és aquesta precisament la tendència més significativa de l'obra escultòrica de Leandre Cristòfol, però sí que aquesta es correspon al seu vessant més vinculat a la poètica surrealista, obsessionada per la producció d'objectes simbòlics. En aquest sentit cal destacar, però, que en el cas de Cristòfol no es tracta simplement d'una ordenació formal de materials o objectes, sinó que aquesta operació se sotmet als imperatius de la seva intuïció sensible.

## Exposicions
Va ser una de les obres que va presentar l'escultor a l'exposició logicofobista, organitzada pel grup ADLAN el 1936, juntament amb Peix damunt la platja, Aurèola astral i impassibles està a punt de sortir i Finestra. L'exposició també va comptar amb la presència d'Artur Carbonell, Àngel Ferrant, Esteve Francès, Ramon Marinel·lo, Joan Massanet, Maruja Mallo, Àngel Planells, Jaume Sans, Nàdia Sokalova, Remedios Varo i Juan Ismael.
El 1949, any en què Cristòfol va reprendre la seva activitat expositiva, va presentar la seva producció figurativa de temàtica popular a la seva mostra individual a l'Institut d'Estudis Ilerdencs, acompanyada però de Nit de lluna i les obres Monument, Volums estàtics i dues fotografies de L'aurèola astral i impassibles està a punt de sortir i Peix damunt la platja. El 1956, va presentar altre cop una exposició individual, patrocinada per Cercle de Belles Arts, en la que va fer un repàs a la seva trajectòria figurativa, encara que, com en moltes altres ocasions, en l'exposició es van incloure algunes de les seves peces no figuratives dels anys trenta, entre les quals, Nit de lluna.
El 1970 Leandre Cristòfol va participar amb l'obra Nit de lluna en l'exposició homenatge "ADLAN/Testimoni d'època" al Col·legi d'Arquitectes de Barcelona. Nit de lluna, juntament amb Monument, van ser les obres seleccionades per Margit Rowell el 1986 per a l'exposició "Qu'est-ce que la sculpture moderne?" al Centre Georges Pompidou de París, en una mostra que volia destacar les principals aportacions internacionals a l'escultura del segle xx.

### Llista d'exposicions
La llista completa d'exposicions de l'obra és la següent:
En el marc d'exposicions individuals o monogràfiques de Leandre Cristòfol
- Exposición Leandro Cristòfol. Institut d'Estudis Ilerdencs, Lleida, 13 – 20 novembre 1949
- Exposición Cronológica Leandro Cristòfol, Cercle de Belles Arts, Lleida, 1956
- Leandro Cristòfol, Círculo Catalán, Madrid, 1957
- Dibuixos, escultures, objectes 1933-1939 de Leandre Cristòfol, Institut d'Estudis Ilerdencs, Lleida, 1975
- Cristòfol. Obra no figurativa 1933-1976. Institut d'Estudis Ilerdencs, Lleida, 20 abril – 6 maig 1977
- Leandre Cristòfol. Medalla Morera 1994. Museu d'Art Jaume Morera, Lleida, 26 abril – 31 maig 1995
- Leandre Cristòfol. Museu Pablo Gargallo, Saragossa, 5 juny – 14 juliol 1996
- Cristòfol. Àlbum de dedicatòries, Museu d' Art Jaume Morera, Lleida, 2002
- Leandre Cristòfol. De l'aire a l'aire. Museu d'Art Jaume Morera, Lleida, 3 juny – 5 octubre 2008
- Leandre Cristòfol. Del aire al aire. Museu Patio Herreriano d'Art Contemporani Espanyol, Valladolid, 17 octubre 2008 – 11 gener 2009
- Leandre Cristòfol. Metamorfosis de la escultura. Ibercaja. Pati de la Infanta, Saragossa, 20 febrer – 12 abril 2009
- Nit de lluna, Museu d'Art Jaume Morera, Lleida, 2015

En en marc d'exposicions col·lectives
- Exposició logicofobista. Galeries Catalonia, Barcelona, 5 – 15 maig 1936
- Surrealismo en España 1929-1950. Galeria Multitud, Madrid, 1975
- Campaña contra el hambre el mundo, Institut d'Estudis Ilerdencs, Lleida, 1977
- Cien años de cultura catalana. 1880-1980, Palacio de Velázquez, Madrid, 1980
- Escultura Española. 1900-1936, Palacio de Cristal, Parque del Retiro. Madrid, 1985
- Qu'est-ce que la sculpture moderne?, Centre Georges Pompidou, París, 1986
- Surrealisme a Catalunya 1924-1936. De l'Amic De Les Arts als Logicofobisme. Centre d'Art Santa Mònica, Barcelona, 17 maig – 30 juny 1988
- Surrealismo en Cataluña 1924-1936. De l'Amic De Les Arts al Logicofobismo. Sala Velázquez de Caja de Barcelona, Madrid, 1988
- Lleida i l'edifici del Seminari. 1935-1948, Universitat de Lleida, Edifici del Rectorat, 1996
- El objeto surrealista. Institut Valencià d'Art Modern, València, 16 octubre 1997 – 4 gener 1998
- De Picasso a Dalí. As raízes da vanduarda espanhola 1907-1936. Museu de Chiado, Lisboa, 24 juny – 25 setembre 1998
- Cosmos, del romanticisme a l'avantguarda, 1801-2001, Centre Cultura Contemporània de Barcelona, 1999-2000
- Un bosque en obras. Vanguardias en la escultura española en madera. Museu d'Art Contemporani Esteban Vicente, Segòvia, 31 maig – 17 setembre 2000
- Barcelona and Modernity: Picasso, Miró, Gaudí, Dalí. Museu d'Art de Cleveland, Cleveland, 15 octubre 2006 – 7 gener 2007
- Barcelona and Modernity: Picasso, Miró, Gaudí, Dalí. Metropolitan Museum of Art, Nova York, 7 març – 3 juny 2007
- El món de l'objecte català a la llum del surrealisme, Museu Nacional d'Art de Catalunya, Barcelona, 2007-2008
- Dada into Surrealism: Anti-Art from Duchamp to Dalí", Complesso del Vittoriano, Roma, 2009-2010
- Forma, signo y realidad. Escultura española 1900-1935, Fundación Museo Jorge Oteiza, Alzuza, Navarra, 2010
- Lamolla, mirall d'una època, Museu d'Art Jaume Morera, 2010
- Lamolla, espejo de una época, Torreón de Lozoya, Segòvia, 2011
- Encontres amb la Col·lecció 1, Museu d'Art Jaume Morera, Lleida, 2012